# قطعنامه ۱۴۶۳ شورای امنیت
قطعنامه ۱۴۶۳ شورای امنیت سازمان ملل متحد که در تاریخ ۳۰ ژانویه ۲۰۰۳ تصویب شد، سندی بین‌المللی دربارهٔ بررسی وضعیت صحرای غربی است. این قطعنامه طی نشست ۴۶۹۸ام با ۱۵ رای موافق، ۰ مخالف و ۰ ممتنع تصویب شد.